# Šenkvice
Šenkvice és un poble i municipi d'Eslovàquia que es troba a la regió de Bratislava, a l'extrem occidental del país, prop de la frontera amb Àustria.

## Demografia
| Godina             | 1994 | 2004   | 2014   | 2024    |
| ------------------ | ---- | ------ | ------ | ------- |
| Nombre de persones | 4000 | 4327   | 4645   | 5338    |
| Diferència         |      | +8,17% | +7,34% | +14,91% |

| Godina             | 2023 | 2024   |
| ------------------ | ---- | ------ |
| Nombre de persones | 5352 | 5338   |
| Diferència         |      | −0,26% |